# Avraham Poraz
Avraham Poraz (hebrejsky: אברהם פורז, rozený jako Avraham Pozmantir) je izraelský právník, politik a bývalý poslanec Knesetu za stranu Šinuj.

## Biografie
Narodil se 9. srpna 1945 v Bukurešti v Rumunsku. V roce 1950 přesídlil do Izraele. Sloužil v izraelské armádě, kde dosáhl hodnosti Sergeant Major (Rav Samal Mitkadem). Působil u vojenské policie. Vystudoval právo na Hebrejské univerzitě. Pracoval jako právník. Hovoří hebrejsky, anglicky, trancouzsky a rumunsky.

## Politická dráha
V 80. letech 20. století byl šéfem projektu na vznik druhého televizního kanálu v Izraeli, v 80. letech také pracoval jako vedoucí sekretariátu strany Šinuj. Zasedal v samosprávě Tel Avivu.
V izraelském parlamentu zasedl poprvé po volbách do Knesetu v roce 1988, v nichž nastupoval za stranu Šinuj. Byl členem výboru pro vnitřní záležitosti a životní prostředí, výboru House Committee a výboru pro ekonomické záležitosti. Mandát obhájil ve volbách do Knesetu v roce 1992 nyní za formaci Merec. Stal se členem výboru pro jmenování soudců, výboru finančního, výboru pro ústavu, právo a spravedlnost a výboru House Committee. V Knesetu se udržel i po volbách v roce 1996, opět za Merec. Zasedl do parlamentního výboru pro etiku, výboru pro ekonomické záležitosti a výboru pro vnitřní záležitosti a životní prostředí.
Znovu byl zvolen ve volbách v roce 1999, nyní za opět samostatně kandidující Šinuj. Byl předsedou výboru pro ekonomické záležitosti a předsedou zvláštního výboru pro legislativu v oblasti telekomunikací. Mandát obhájil ve volbách do Knesetu v roce 2003. Byl členem výboru pro ekonomické záležitosti, výboru House Committee, výboru pro vnitřní záležitosti a životní prostředí a výboru pro vzdělávání, kulturu a sport. Vzhledem k vysokému volebnímu zisku strany Šinuj získala tato formace i vládní posty. Poraz byl v letech 2003–2004 ministrem vnitra.
V roce 2006 došlo ve straně Šinuj k rozkolu a větší část jejího poslaneckého klubu, pod vedením Poraze, odešla do nové frakce nazvané Chec. Ta ale v následujících volbách do Knesetu v roce 2006 neuspěla.